# Zanzibarska revolucija
Zanzibarska revolucija označava svrgavanje sultana Zanzibara i njegove arapske vlade od strane afričkih pobunjenika 1964.
Od 1890., otok Zanzibar je postao britanski protektorat, što je dovelo do sporadičnih ustanka 1891. – 1893. te 1905. – 1906. Nakon Prvog svjetskog rata Zanzibar je stekao autonomiju a 1963. i nezavisnost. 
Napetost između većinskog stanovništva, bantuskih crnaca okupljenih u Afro-širaskoj stranci (ASP), i vladajućih arapskih feudalaca, rezultirala je pred prvim parlamentarnim izborima 1961. teškim incidentima i sukobima. Gotovo jednak broj glasova dobile su proarapske stranke (46 %) i ASP (54 %), koja je predstavljala crnačku većinu. Arapska manjina tako je zadržala moć koju je nasljedila od zanzibarskog prethodnog stanja kao prekomorski teritorij Omana. 
Novim Ustavom, Zanzibar je 1963. dobio potpunu unutarnju autonomiju, a 10. prosinca iste godine sultan Sayid Jamshid ibn Abdullah proglasio je neovisnost otoka u okviru Commonwealtha. 12. siječnja 1964. ASP i ljevičarske stranke UMMA, predvođeni zapovjednikom Johnom Okellom, izveli su državni udar revolucijom u kojoj je svrgnuta arapska dinastija dok su domorci došli na vlast. 
Zanzibar je tada imao oko 230.000 Afrikanaca, 50.000 Arapa i 20.000 osoba južne Azije koji su radili u trgovinskoj industriji. Osvetnički pohodi protiv Arapa i civila južne Azije koji su se zatekli na tom otoku, rezultiralo je pokoljem tisuća ljudi. Arapi su premlaćivani, ubijani a njihova je imovina napadnuta, tako da su mnogi pobjegli u Oman. Europljanima, po naredbi Okella, nije nauđeno. Točan broj poginulih je upitan, no procjene sežu od 8.000 do 17.000. Neki te masakre smatraju jednim od najsmrtonosnijih genocida u modernoj ljudskoj povijesti. Ubijanje arapskih zatvorenika i njihov pokop u masovnoj grobnici je snimila talijanska filmska ekipa iz helikoptera za "Africa Addio" - ta sekvenca u filmu predstavlja jedini poznati vizualni dokaz ubijanja.
Nakon nemilih događaja, situacija se na otoku smirila. Kasnije su se Zanzibar i Tanganjika ujedinili u jednu državu, Tanzaniju.

## Vanjske poveznice
- Zanzibarska revolucija
- Sažetak revolucije  Arhivirana inačica izvorne stranice od 2. prosinca 2008. (Wayback Machine)